# Джон ван Флек
Джон ван Флек (на английски: John Hasbrouck Van Vleck)) е американски физик, носител на Нобелова награда за физика за 1977 г., заедно с Филип Андерсън и Невил Мот, за изследвания, независими един от друг, на електричната структура на материята и неподредените системи.

## Биография
Роден е на 13 март 1899 година в Мидълтаун, Кънектикът. Завършва физика и защитава докторска дисертация в Харвард, след което, през 1923 г., става асистент в Университета на Минесота, след което се премества в Университета на Уисконсин-Медисън, и накрая се установява в Харвард.
Ван Флек разработва квантова теория на магнетизма, за което и получава Нобелова награда (1977), както и теория на еластично свързаните електрони в метали. През 1943 г. започва работа по проекта Манхатън.
Умира на 27 октомври 1980 година в Кеймбридж, Масачузетс.